# Canale Battaglia
Der Canale Battaglia ist ein Kanal in der Provinz Padua der italienischen Region Venetien (Veneto). Er erstreckt sich vom Süden Paduas nach Battaglia Terme, wo er in den Canale Bisatto mündet. Das Wasser stammt von dem Fluss Bacchiglione.

## Geschichte
Der Canale Battaglia wurde zwischen 1189 und 1201 ausgehoben, um Padua mit den Städten Monselice und Este zu verbinden. Der Kanal war auch in den ersten Jahrhunderten eine wichtige Verkehrsader, um Waren und Baumaterialien aus den Euganeische Hügeln nach Padua und Venedig zu bringen. In den Zeiten der Republik Venedigs wurde er auch als Verbindungsweg des venezianischen Adels zu Sommerresidenzen in den Euganeischen Hügeln verwendet.

## Verlauf
Der Canale Battaglia beginnt in Bassanello, einem südlichen Stadtteil von Padua. Direkt nach Padua führt eine Brücke der südlichen Umgehungsstraße Paduas über den Kanal, welcher erst an der Villa Giusti, und anschließend an der Villa San Bonifacio auf der gegenüberliegenden Uferseite in Albignasego vorbeifließt. Darauf folgt die Brücke Ponte della Cagna, die die beiden Orte Mandriola und Mandria mit der Villa Molin verbindet, gefolgt von der zwischen Albignasego und Abano Terme gelegenen Ponte della Fabbrica. Danach führt der Kanal an der Ortschaft Mezzavia (dt. halbe Strecke) vorbei, angeblich auf halbem Weg zwischen Rom und Wien gelegen. Kurz vor Battaglia Terme befindet sich auf der orographisch rechten Seite die venezianische Villa Castello del Catajo.

Canale Battaglia ist Teil eines umfangreichen Kanalsystems, welches am Fluss  Brenta (Fluss) angebunden ist.  

Kanalsystem der Brenta